# INovine
iNovine d.d. je distributer tiskovina, duhana i duhanskih proizvoda, prepaid bonova i drugih proizvoda s više od 200 kioska diljem Hrvatske, i više od 400 u Bosni i Hercegovini. U vlasništvu je British American Tobaccoa od 2015. godine.

## Povijest
iNovine su nastale spajanjem dioničkih društava “Duhan Zagreb”, osnovanog 1948., i “Duhan Rijeka” osnovanog 1949.. Ta društva je u većinskom vlasništvu imala Adris Grupa te ih je nakon akvizicije Duhana Zagreb, spojila u jedno dioničko društvo.
Godine 2015. Adris Grupa prodala je British American Tobaccou sljedeće tvrtke: iNovine, Tvornica duhana Rovinj, Istragrafika, Hrvatski duhani, i Opresa.
British American Tobacco je 2017. preuzeo maloprodajno poslovanje tvrtke Fabrika Duhana Sarajevo koje se sastojalo od prodavaonica Tobacco Press koji je poslovao na području Federacije BiH. Iste godine preuzeo je maloprodajni lanac Lafka koji je poslovao u Republici Srpskoj. Ta dva lanca su integrirana u iNovine, koje su se tako proširile na tržište cijele Bosne i Hercegovine.

## Vanjske poveznice
- Službena stranica iNovina u BiH
- iNovine na Facebooku